# 1994 AC3
1994 AC3 är en asteroid i huvudbältet som upptäcktes den 14 januari 1994 av den japanska astronomen Takao Kobayashi vid Ōizumi-observatoriet.
Den tillhör asteroidgruppen Themis.